# أجيجروب
أجيجروب ، والمعروفة باسم أجي ، هي شركة بيروفية متعددة الجنسيات متخصصة في تصنيع وتوزيع وبيع المشروبات الكحولية وغير الكحولية. تأسست الشركة من قبل عائلة أنانوس-جيري في عام 1988 في أياكوتشو، بيرو . وهي معروفة بمنتجاتها الرائدة مثل : كولا ريال وبيج كولا .
لدى أجيجروب ما يقرب من 10000 موظف وتعمل في 22 دولة عبر خمس قارات، مما يجعلها في المرتبة 12 بين الشركات متعددة الجنسيات في أمريكا اللاتينية. إلى جانب بيرو والمكسيك، لدى أجيجروب أيضًا عمليات في البرازيل،  كوستاريكا، جمهورية الدومينيكان، الإكوادور، السلفادور، نيجيريا، غواتيمالا، هندوراس، الهند،  إندونيسيا، تايلاند، فنزويلا، فيتنام، ومصر. وتشمل محفظتها المشروبات والعصائر والرحيق والمشروبات الخفيفة والمياه الطبيعية المعبأة ومنتجات الألبان والبيرة. وهي تدير 17 علامة تجارية في 48 عرضًا مختلفًا للقوارير البلاستيكية والزجاجية وكذلك العلب.